# Ernst Seidler von Feuchtenegg
Ernst Josef Stephan Seidler, 1916 bis 1919 Ritter Seidler von Feuchtenegg (* 5. Juni 1862 in Schwechat, Niederösterreich; † 23. Jänner 1931 in Wien) war ein österreichischer Jurist, Universitätsprofessor, Politiker und k.k. Ministerpräsident.

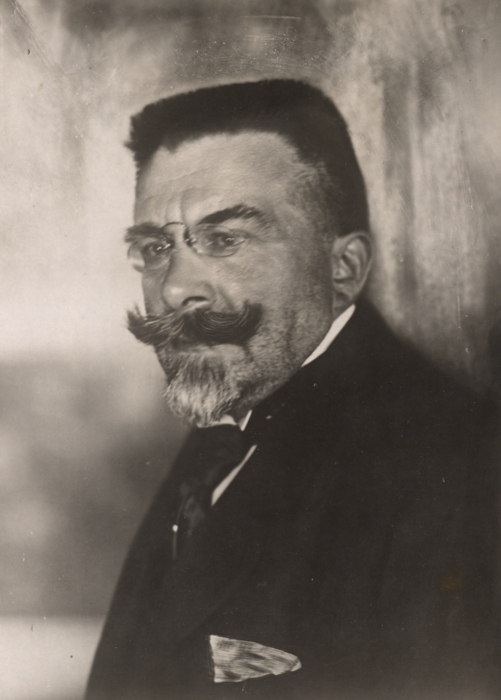
Ernst Seidler von Feuchtenegg (1918)

## Leben

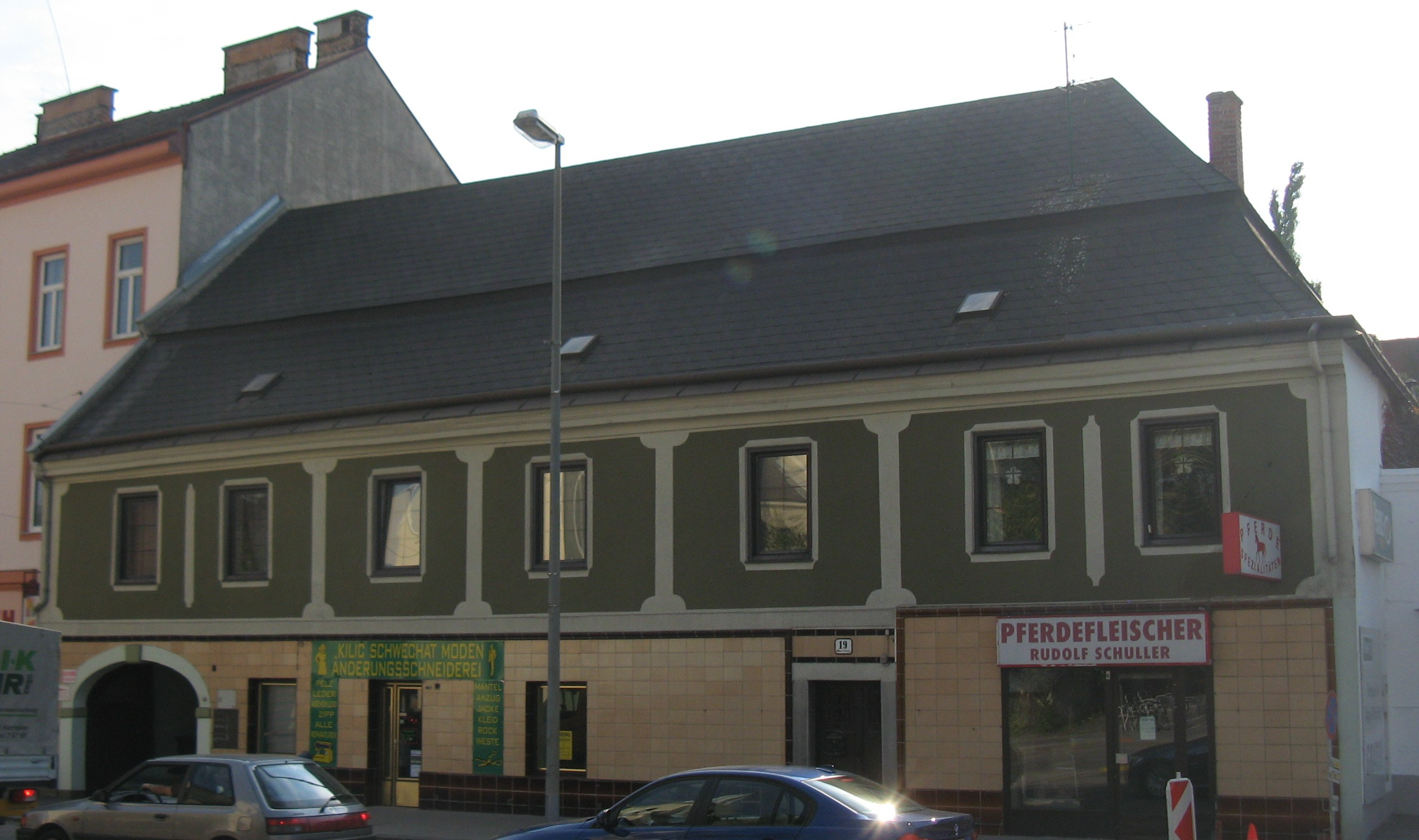
Geburtshaus in Schwechat

Seidler war der Sohn des Richters Stephan Seidler und dessen Frau Josefa Eleonora (geborene Reimann) und wurde in der Wiener Straße 19 (heute: Nr. 10) in Schwechat geboren. Er studierte an der Universität Wien  Rechtswissenschaft bei Carl Menger und wurde 1887 zum Dr. jur. promoviert. Nach vorübergehenden Anstellungen bei der Finanzlandesdirektion und im Gerichtswesen trat er 1894 als Sekretär in den Dienst der Leobener Handelskammer, für die er zahlreiche Stellungnahmen zu aktuellen Gesetzesentwürfen verfasste und gleichzeitig lehrte er an der Bergakademie Leoben als Dozent für Volkswirtschaftslehre. 1900 trat er in das k.k. Ackerbauministerium ein, leitete das handelspolitische Departement, zuständig für Handelsverträge und Wasserrecht und habilitierte sich 1901 an der Universität Wien für Verwaltungsrecht und Verwaltungslehre. Ab 1906 lehrte er an der Hochschule für Bodenkultur und kehrte 1908 als Ministerialrat, 1909 Sektionschef, in das Ackerbauministerium zurück. 1916 wurde er als Ritter von Feuchtenegg in den Adelsstand erhoben.
Im Ministerium Clam-Martinic amtierte Seidler-Feuchtenegg von 1. bis 23. Juni 1917 in der Nachfolge von Clam-Martinic als Ackerbauminister. Nach Clams Rücktritt als Ministerpräsident griff Kaiser Karl I. auf den politisch unerfahrenen Fachmann Seidler-Feuchtenegg als Kompromisskandidaten zurück und ernannte ihn am 23. Juni 1917 zum österreichischen Ministerpräsidenten. Zur Lösung der Nationalitätenprobleme Cisleithaniens strebte Seidler-Feuchtenegg eine Verfassungsreform an, bei der unter Beibehaltung der Kronländer möglichst national einheitliche Kreise mit eigener Autonomie geschaffen werden sollten. Es entstand ein zunehmender Gegensatz zum autoritär agierenden Außenminister Graf Ottokar Czernin.
Trotz Bedenken gegen den Trialismus, meinte Seidler-Feuchtenegg Ende Mai 1918 (unter Ausschluss der Öffentlichkeit), es werde einmal zu einer Vereinigung von Bosnien-Herzegowina, Kroatien und Dalmatien kommen. Nur eine Vereinigung mit den Slowenen sei ausgeschlossen. Andeutungen in diesem Sinne, zur Beruhigung der Südslawen, lehnte er aber ab.

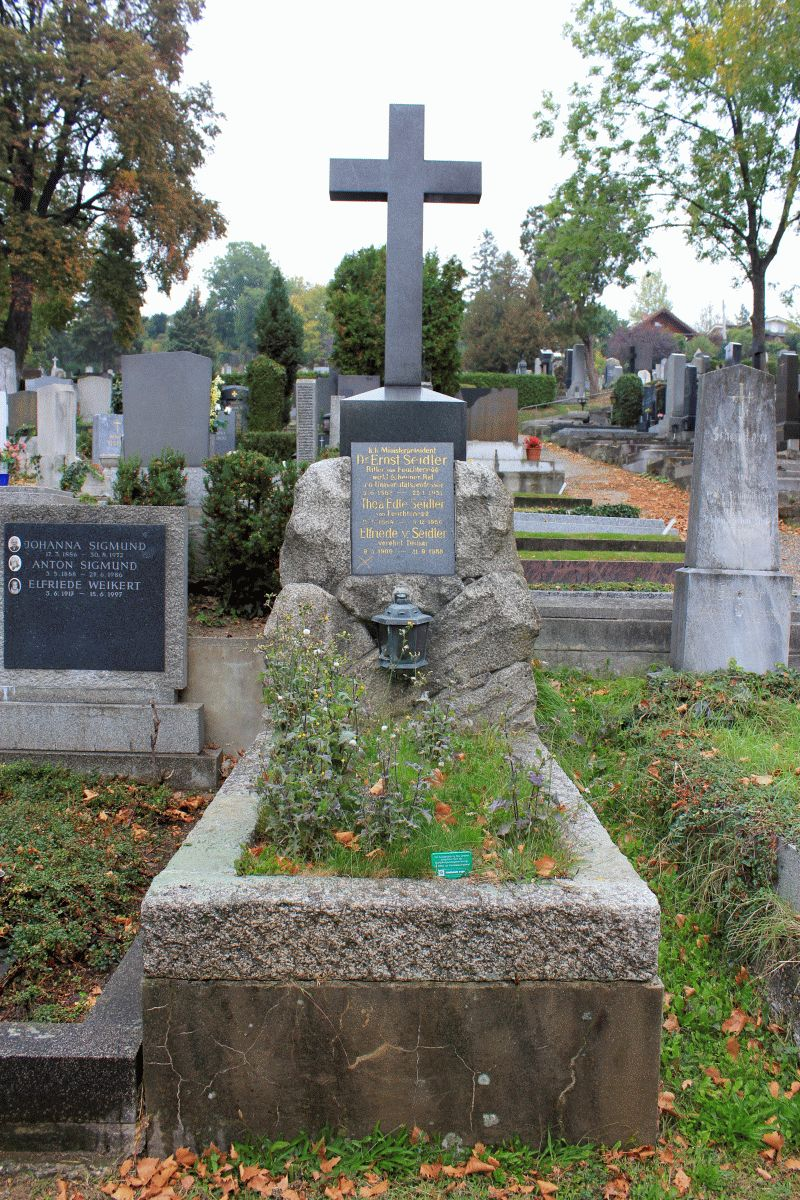
Seidlers Grab am Dornbacher Friedhof (2012)

Er versuchte mittels einer Amnestie für tschechische Aktivisten diese mit der Habsburgermonarchie auszusöhnen, was ihm jedoch nicht gelang. Seine geplante Verwaltungsreform für Böhmen und Mähren, die national abgegrenzte Kreise vorsah, und die ungelöste Lebensmittelkrise führten schließlich zu seinem Sturz.
Durch den „Brotfrieden“ mit der Ukraine, und der damit verbundenen Abtretung des Gebiets von Cholm verlor Seidler-Feuchtenegg die Unterstützung des Polenclubs im Reichsrat, worauf er am 25. Juli 1918 zurücktreten musste.
Anschließend war er als Nachfolger von Arthur Polzer-Hoditz der letzte Kabinettsdirektor Kaiser Karls, mitverantwortlich für dessen Völkermanifest.
Seidler-Feuchtenegg war ein typischer Vertreter des vom österreichischen Neoabsolutismus her geprägten Beamtenadels, verfocht den deutschen Kurs mit dem „Fanatismus des deutschnationalen Parteigängers“. Er stand in engem Kontakt zu den „Ultras“ der deutschnationalen Parteien.
Nach dem Krieg übernahm Seidler-Feuchtenegg Positionen in Industrie und Bankwesen und widmete sich seinem wissenschaftlichen Werk. Nach dem Ende der Monarchie in Österreich-Ungarn wurde vom Parlament von Deutschösterreich am 3. April 1919 die Aufhebung des Adels beschlossen. Infolge dieses Adelsaufhebungsgesetzes verloren auch Seidler-Feuchtenegg und seine Nachkommen das Recht zum Gebrauch ihrer Titel. Mit seiner Frau Theresia (1865–1950) hatte er zwei Töchter (die berühmte Schauspielerin Alma Seidler und Elfriede) sowie den Sohn Ernst (1888–1958), der Generaldirektor der Österreichischen Bundesbahnen wurde.
Im Frühjahr 1930 erlitt Seidler einen leichten Schlaganfall, von dem er sich bald wieder erholen sollte. Anfang Jänner 1931 erlitt er einen weiteren Schlaganfall, an dessen Folgen er am 23. Jänner 1931 in seiner Wohnung verstarb.
Seidler wurde am 27. Jänner 1931 auf dem Dornbacher Friedhof im 17. Wiener Gemeindebezirk bestattet, die Grabstelle wurde im Jahr 2015 aufgelassen.

## Schriften (Auswahl)
- Die sozialwissenschaftliche Erkenntnis. Ein Beitrag zur Methodik der Gesellschaftslehre. G. Fischer, Jena 1930 (Nachdruck: Springer, Wien 1999, ISBN 3-211-83125-8).